# Neufville-i N. latin császárné
Neufville-i N. ( – Konstantinápoly, 1228. január), franciául: N. de Neufville, artois-i úrnő, a Latin Császárság császárnéja. Courtenay Jolán magyar királyné, valamint II. András magyar király sógornője és Róbert latin császár titokban elvett felesége.

## Élete

A Neufville család címere

Apja Neufville-i Balduin artois-i lovag, anyja ismeretlen nevű úrnő (megh. 1228).
Az ismeretlen keresztnevű Neufville úrnő egy Konstantinápolyban élő özvegyasszony volt, akibe a fiatal Róbert császár szerelmes lett. A Latin Császárság uralkodójának 1222-től 1226-ig Laszkarina Eudokia (1210 körül–1247 után) nikaiai (bizánci) császári hercegnő, I. Theodórosz nikaiai császár lánya (egyben Róbert húgának, Máriánaknak (1204 körül–1228) a mostohalánya) volt a kijelölt menyasszonya. A császári esküvő végül elmaradt, és Róbert pedig titokban feleségül vette szerelmét, Neufville úrnőt. Eudokia egy újabb rövid idejű jegyesség után II. Frigyes osztrák herceggel 1230 körül feleségül ment Cayeux-i Anseau-hoz (–1247 után), császári kamarásához.
A császár egy általa birtokolt udvarházban helyezte el újdonsült feleségét és anyósát. Közben az új császárné egykori jegyese, egy ismeretlen nevű burgundiai nemes tudomást szerzett menyasszonya új kapcsolatáról, és összeesküvést szőtt más konstantinápolyi lovagok részvételével a császár és a császárné ellen. Ennek eredményeként megtámadták azt a házat, ahol a császár felesége és anyósa élt, elfogták anyát és lányát, előbb megcsonkították őket, levágták az orrukat és az ajkukat, megfojtották őket, majd holttestüket bedobták a tengerbe.
Róbert a felesége elleni támadás után elmenekült Konstantinápolyból, és IX. Gergely pápához utazott, hogy a segítségét kérjen az uralma visszaszerzéséhez. A hazafelé tartó úton 1228 januárjában megállt sógoránál, II. Gottfried akháj herceg udvarában, aki húgának, Courtenay Ágnes hercegnőnek volt a férje, de itt megbetegedett, és váratlanul meghalt.